# Министерство атомной энергетики и промышленности СССР
Министерство атомной энергетики и промышленности СССР — общесоюзное министерство, входило в состав топливно-энергетического комплекса СССР под руководством Совета Министров СССР, орган государственной власти СССР, осуществлявший функции по управлению атомной отраслью промышленности с 1989 по 1991 год.

## История
Министерство атомной энергетики и промышленности СССР было создано 27 июня 1989 года в результате объединения Министерства атомной энергетики СССР и Министерством среднего машиностроения СССР.
29 января 1992 года указом президента РФ было создано Министерство Российской Федерации по атомной энергии (Минатом Российской Федерации) (правопреемник данного ведомства Федеральное агентство по атомной энергии), которое стало правопреемником упразднённого Министерства атомной энергетики и промышленности СССР.

## Руководство
Коновалов, Виталий Фёдорович — советский и российский инженер, государственный деятель, министр атомной энергетики и промышленности СССР с 1989 по 1991 год, кандидат технических наук, академик РАЕН.